# Reformierte Kirche Strada im Engadin

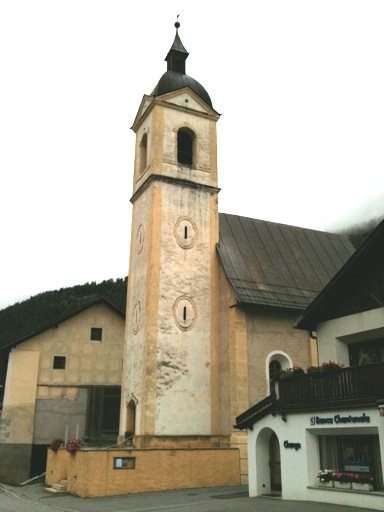
Aussenansicht

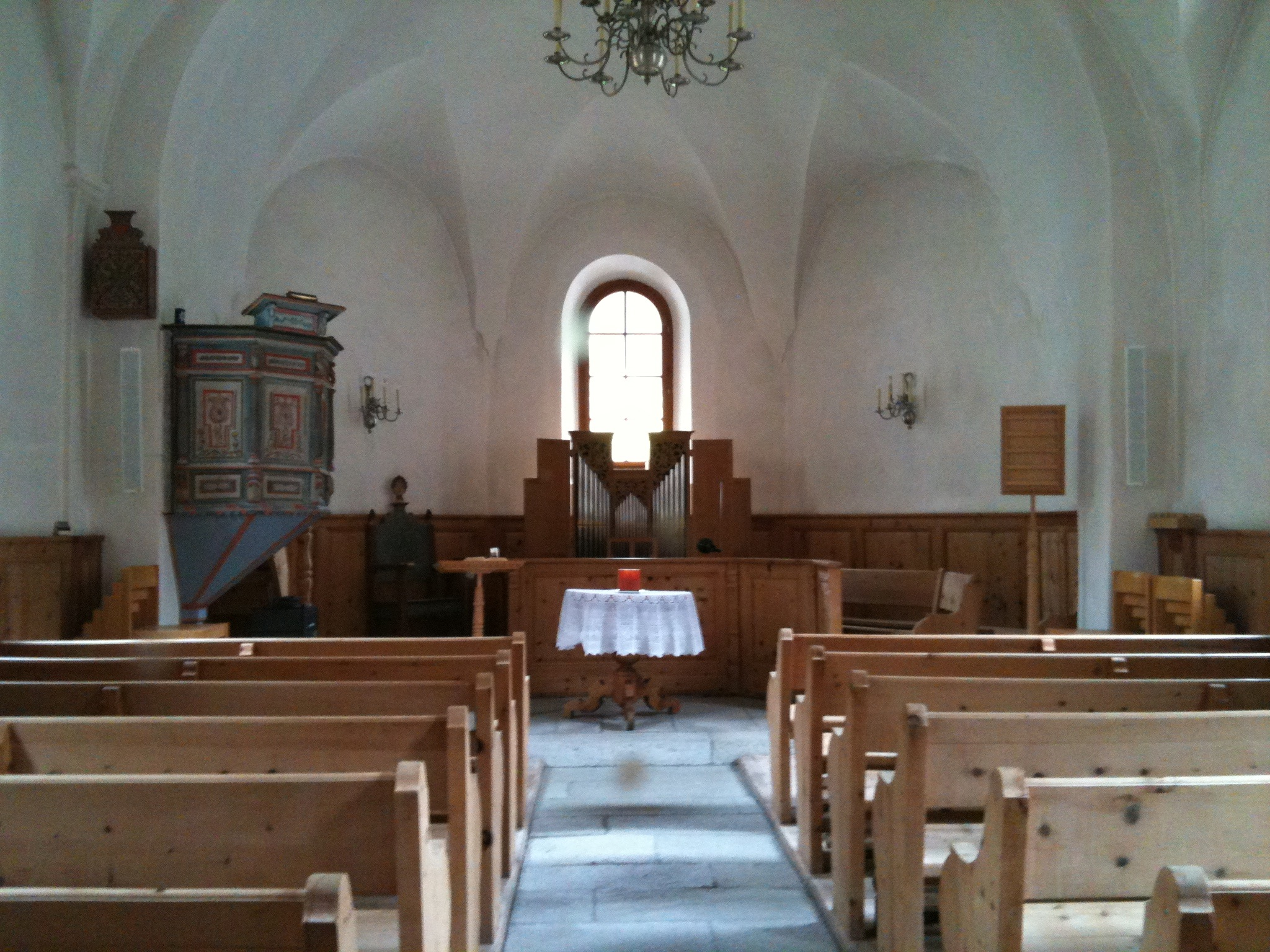
Innenansicht

Die reformierte Kirche in Strada im Unterengadin ist ein evangelisch-reformiertes Gotteshaus unter dem Denkmalschutz des Kantons Graubünden. Sie befindet sich im Dorfkern an der Hauptstraße.

## Geschichte und Ausstattung
Die Kirche ist eine von insgesamt sechs Kirchen auf dem Gebiet der früheren politischen Gemeinde Tschlin, die 2013 mit Ramosch zur Gemeinde Valsot fusionierte. Sie wurde nach Ende der Bündner Wirren in der zweiten Hälfte des 17. Jahrhunderts gebaut, als die Siedlung Chaflur von habsburgischen Truppen unter dem Oberbefehlshaber Alois Baldiron völlig zerstört war und nicht mehr in ursprünglicher Grösse aufgebaut wurde. Stattdessen wurde Strada als neugegründeter Weiler direkt an den Inn gebaut.     
Die Kirche ist ein einheitlicher Barockbau. Der Turm trägt über Wimpergen eine Rundkuppel mit Aufsatz, während das Kirchenschiff von einem Walmdach bedeckt ist. 
Das Kircheninnere wird dominiert von einer erhöhten, ornamentreichen und polygonalen Kanzel ohne Schalldeckel. Im Chor befinden sich zentral ein Tauftisch, auf dem nach reformiertem Bündner Brauch auch das Abendmahl gefeiert wird, und dahinter die Orgel.

## Kirchliche Organisation
Strada bildete mit Tschlin, wo sich das Pfarrhaus befindet, und Martina eine Kirchgemeinde und zusammen mit Ramosch eine Pastorationsgemeinschaft. Seit dem 1. Januar 2014 besteht innerhalb der Evangelisch-reformierten Landeskirche Graubünden die fusionierte Kirchgemeinde Valsot.